# Plaza de Matute
La plaza de Matute o plazuela de Matute es un espacio público en el centro de Madrid, que une el breve pasaje entre Huertas y Atocha. Debe su nombre al del propietario de los terrenos en el siglo XIX y entre sus ilustres vecinos estuvieron los dramaturgos Miguel de Cervantes y José Zorrilla y el pintor Jenaro Pérez Villaamil. En el caserón del número 5 tuvo redacción e imprenta El Imparcial, diario refundado por Eduardo Gasset y Artime.

## Historia

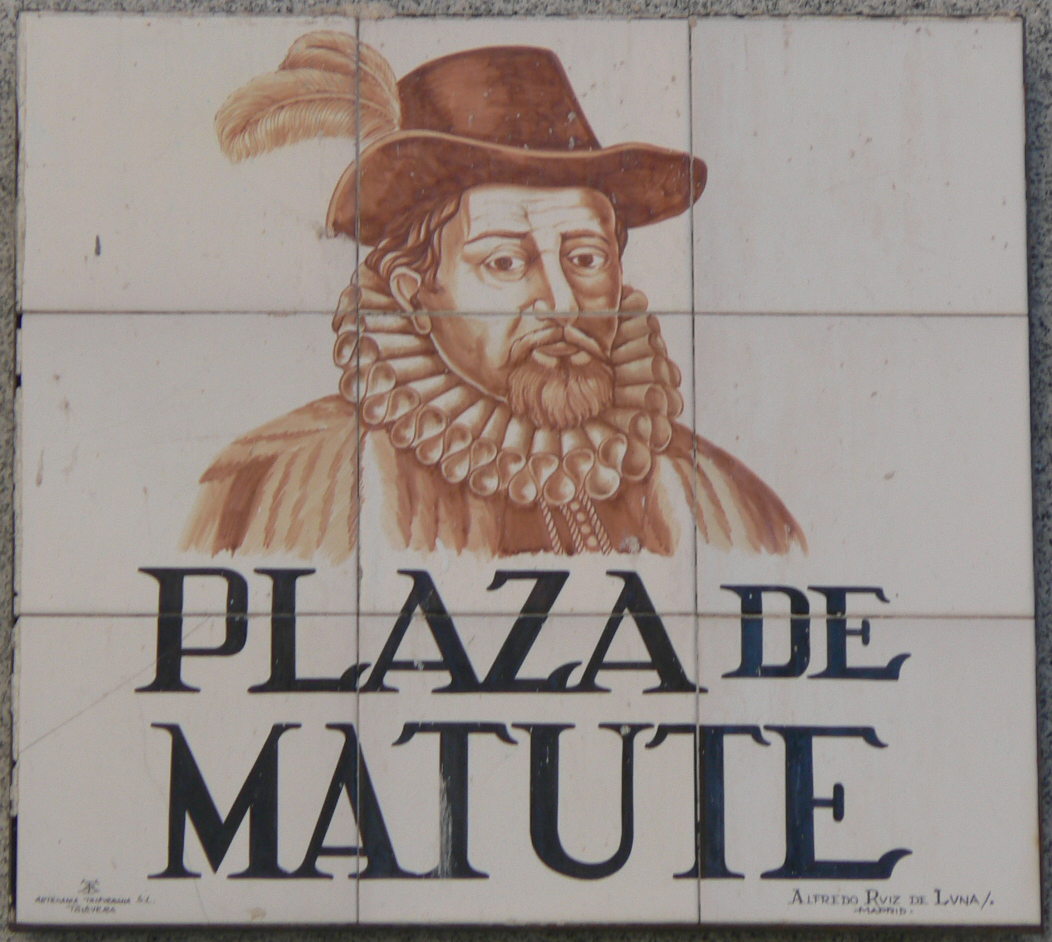
Placa de azulejos del callejero histórico de Madrid, obra de Alfredo Ruiz de Luna

Inmersa desde el siglo XV en el arrabal de Santa Cruz, la plazuela de Matute aparece ya como tal plaza en el plano de Teixeira (1656) y en el plano de Espinosa (1769).
Ha quedado noticia de que el creador del Quijote habitó en una casa de esta plazuela con la trasera del inmueble dando al huerto de la Iglesia de Loreto; y al parecer el vate romántico José Zorrilla tuvo su periodo más productivo en una casa de vecinos contigua a la imprenta de Gasset y Artime, en cuyas instalaciones, además del periódico diario El Imparcial, se editó en la década de 1870 la revista gráfica La Ilustración de Madrid; y en ese periodo colaboraron en ella los hermanos Bécquer, el pintor Valeriano y el poeta Gustavo Adolfo, y un joven Francisco Pradilla, pintor aragonés recién instalado en Madrid, y que llegaría a ser director de la real Academia de España en Roma y del Museo del Prado. Por influencia del complejo industrial de Gasset, durante el periodo de Regencia se abrió el café del Imparcial, que además de servir de conciliábulo para redactores, gacetilleros y artistas, se convirtió en uno de los focos del cante flamenco más populares del Madrid decimonónico; se encontraba en un edificio aledaño al Colegio de Nuestra Señora de Loreto para niñas huérfanas.

## Edificios

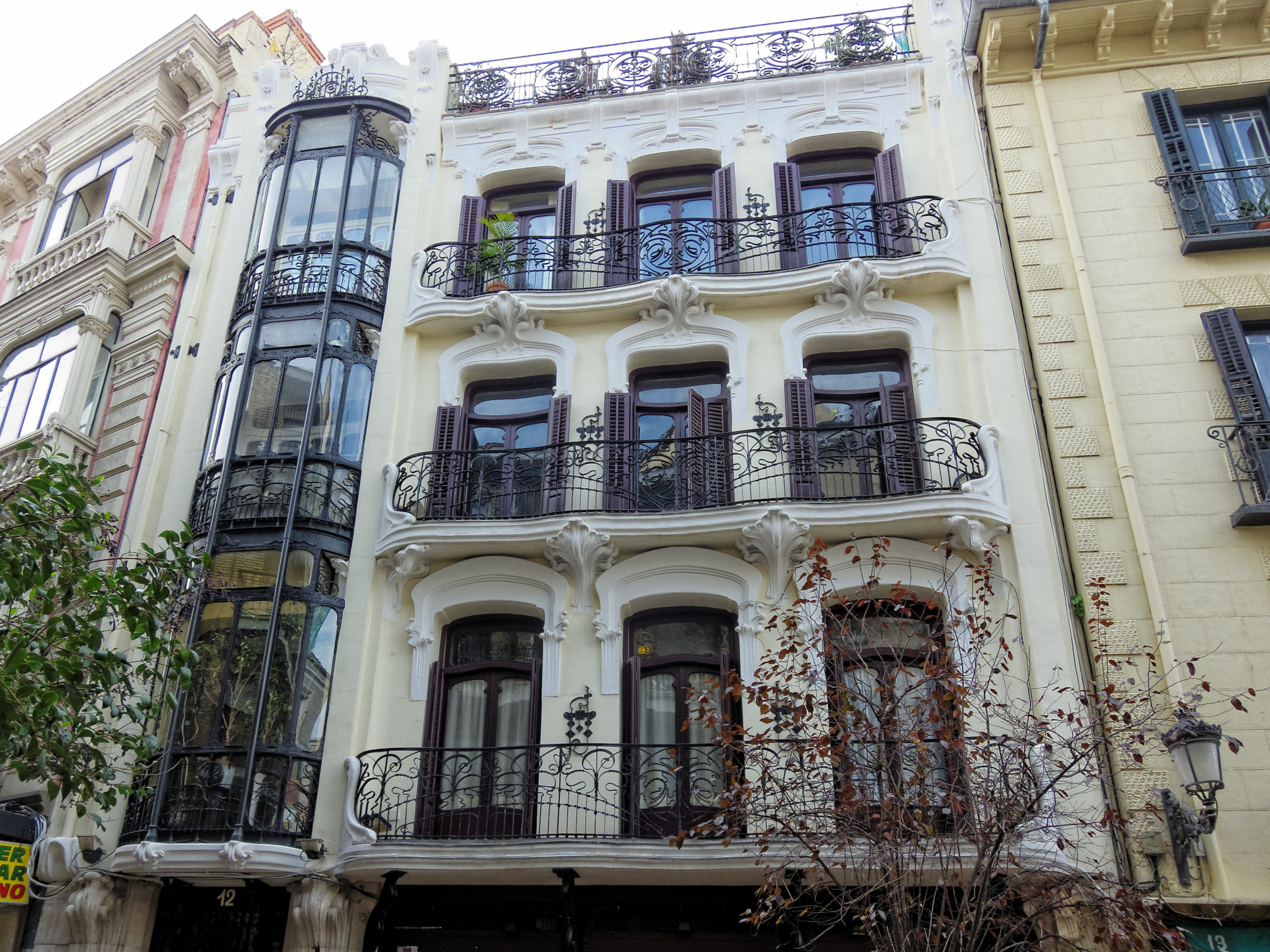
El edificio Pérez Villaamil, un ejemplo del modernismo madrileño firmado por Eduardo Reynals

El más imponente hubiera sido el teatro proyectado hacia 1736 por Pedro de Ribera, copiando el diseño que Filippo Juvarra hiciera para el Teatro de la Cruz, pero adaptado al solar encajado entre la plazuela de Matute y la calle de las Huertas. No llegó a hacerse realidad, posiblemente desplazado por la recuperación y transformación del aledaño Teatro del Príncipe.
En el número 12 de esta calle-plaza, diseñada entre 1906-1908 por Eduardo Reynals, se conserva protegida como bien de interés cultural la Casa de Pérez Villaamil, un equilibrado ejemplo de la arquitectura modernista en Madrid.